# Johann Rudolf von Wämpl
Johann Rudolf Freiherr von Wämpl (* 1638; † 9. Dezember 1704) war kurfürstlich bayerischer Geheimer Ratskanzler und Konferenzrat.
Johann Rudolf von Wämpl wurde 1638 als Sohn des Hofkammerrats Johann Wämpl geboren. Er begann seine Laufbahn nach dem Jurastudium in Ingolstadt als Regimentsrat in Landshut. 1666 zum Hofrat ernannt, wurde er unter den Kurfürsten Ferdinand Maria bzw. Max Emanuel Geheimer Rat und Konferenzrat. 1691 wurde er Vizekanzler des Geheimen Rats. Ab 1693 war er Oberlehenspropst, ab 1694 Kanzler des Geheimen Rats, in beiden Ämtern als Nachfolger von Kaspar von Schmid, wobei Wämpl weiterhin nur als Vizekanzler betitelt wurde. Seit dem Abgang Schmids und besonders durch die lange Abwesenheit des Kurfürsten in den Spanischen Niederlanden ging die Bedeutung der inneren Verwaltung Bayerns stark zurück. 
1695 wurde Wämpl zum Freiherrn zu Possenhofen und Pöcking erhoben. Sein Tod fiel mit dem Beginn der Kaiserlichen Administration in Bayern zusammen, so dass das Amt des Ratskanzlers und Vizekanzlers zehn Jahre vakant war. Max Emanuel ernannte bis zum Ende seiner Regierung 1726 weder einen neuen Ratskanzler noch einen Vizekanzler des Geheimen Rats.